# Chromis chrysura
Chromis chrysura (Bliss, 1883) è un pesce osseo appartenente alla famiglia Pomacentridae e alla sottofamiglia Pomacentrinae.

## Distribuzione e habitat
La specie ha un areale disgiunto in tre subpopolazioni: una nel Pacifico orientale (Giappone meridionale, isole Ryūkyū e Taiwan), una nel mar dei Coralli (Nuova Caledonia, isole Figi, Vanuatu e nordest dell'Australia) e una nell'Oceano Indiano centroccidentale (Mauritius e Réunion). Esistono segnalazioni dalle Filippine. Appare più comune nelle acque subtropicali che in quelle strettamente tropicali. 
Vive in gruppi nella parte esterna delle barriere coralline e nei canali tra i reef, si può incontrare in gruppi numerosi nelle acque poco profonde delle lagune. Si può trovare a profondità fra 6 e 45 metri.

## Descrizione
L'aspetto è quello tipico del genere Chromis ma ha corpo particolarmente massiccio. La colorazione è abbastanza simile a quella di Chromis margaritifer, scura nella parte anteriore del corpo e biancastra nella parte posteriore con le due colorazioni sono divise da una linea netta subverticale ma si può riconoscere per il corpo più alto e massiccio, le dimensioni maggiori e la parte scura brunastra più che nera, con il bordo delle scaglie più chiaro. In questa specie il colore scuro comprende la parte spinosa della pinna dorsale e più di metà della pinna anale, compresi i raggi molli, nonché il peduncolo caudale e la pinna caudale.
Raggiunge i 14 cm di lunghezza.

## Biologia

### Comportamento
È un animale diurno.

### Alimentazione
Si nutre di zooplancton, soprattutto copepodi.

### Riproduzione
È una specie ovipara, le uova aderiscono al fondale e vengono sorvegliate dal maschio.